# 恰姆派
恰姆派（Champhai），是印度米佐拉姆邦Champhai县的一个城镇。总人口26430（2001年）。

## 人口
该地2001年总人口26430人，其中男性13324人，女性13106人；0—6岁人口3987人，其中男2077人，女1910人；识字率80.28%，其中男性为81.31%，女性为79.23%。